# Николай Иларионов
Николай Алексеевич Иларионов (на руски: Николай Алексеевич Иларионов) е руски дипломат, служил на Балканите и в Близкия изток в края на XIX век.

## Биография
От 1874 до 1876 година Иларионов е руски генерален консул в Солун. След това от 1876 до 1878 година управлява йерусалимското руско консулство като агент на Руското общество за параходство и търговия.
След това от 1894 до 1902 година отново оглавява руската консулска мисия в Солун.